# XB-70女武神式轟炸機
XB-70「女武神式」轟炸機（英語：XB-70 "Valkyrie" Bomber）是一架美國空軍在冷戰時代開發的實驗性三馬赫超高空戰略轟炸機。雖然擁有當時最先進的技術概念與驚人的實力，但卻因為戰爭型態的改變與意外，以及當時人們相信未來的戰爭將由導彈主導而非有人載具，實際生產兩架原型機即宣告計畫中斷。
战争形态的改变，并没有阻止美国对超音速轰炸机的需求。作为美國「三位一体核打击力量」（陸基長程洲际弹道导弹、潛射式弹道导弹、長程戰略轟炸機）的重要一员，美国空军研究过XB-70低空突防的可能性，根源在于XB-70的不锈钢骨架软壳结构、和最先進的在机翼前缘增加蜂窝结构支撑软壳极不可靠，不彻底改变基础概念的补强工作也收效甚微，结果因XB-70非常糟糕的机械强度（01号机前缘蜂窝结构撕裂，02号机低速尾旋中机翼折断）使美国空军直接取消了原定的原型机03号，甚至还没有解决不锈钢软壳经热循环后漆皮剥落问题，转为寻求另其它替代方案，最终于1971年选中了洛克威尔的B-1槍騎兵戰略轟炸機。B-1开发费用仍很昂贵，通过降低速度要求（卡特政府要求B-1能达到3馬赫，最终定型的B-1A极速为高空2马赫、低空0.85马赫，后未大批量生产；里根政府重启B-1计划后，改为B-1B并进一步降低极速要求至高空1.25马赫、低空0.95马赫，即为当今现役的B-1B规格），以铝合金制造，最终在机械强度、重量和单位造价上取得了令美国空军更为满意的综合性能。

## 簡介
XB-70是由美國空軍戰略司令部（Strategic Air Command）授權北美航空洛杉磯分部所設計製造，XB-70計畫原本是一個設計要用來取代B-52同溫層堡壘戰略轟炸機，以超音速、超高空飛行的方式突破敵對國家的防空網，進一步投擲傳統或核子武器作為訴求的開發計畫。但由於進入1960年代後地對空飛彈的技術逐漸提升，對XB-70的潛在威脅大增，再加上該計劃昂貴的開發費用使得它在經濟效益上比不過作用類似的洲際彈道飛彈，最後終於遭到取消，已經製造出來的原型實驗機也被改為研究用途。
XB-70機體以不锈钢以及不鏽鋼製成的蜂巢構造板为主，仅在高温处使用钛合金。一號原型机在3倍音速下机翼变形小部分撕裂，主要是因為蜂巢構造的製造缺陷所致，因此限速在2.5倍音速以下。二號原型機改善了大部分問題，可達三倍音速以上，但在撞机事故中坠毁。
XB-70雖然未能發展成作戰飛機，但透過它的實際飛行美國航空界獲得許多重要的資料。

## 特色
XB-70是一架長59.7公尺、寬32公尺、三角翼基本構型的大型噴射機，其主翼後掠角約65.5度，兩側翼端採液壓可變設計，可根據需要在25度到70度之間切換。第一架原型機的最大下折角度只到65度，第二架原型機才可以下折70度，這兩塊下折主翼的面積已經非常接近康維爾公司設計的B-58轟炸機的全部翼面積。下折的主翼端除了在利用縮小的翼面積，控制空氣動力中心在超音速飛行下位置的變化，增加超音速飛行時的穩定性之外，它們還可將飛機在超音速飛行時機身前段處所造成的衝擊波包圍在機身下方無法自兩側擴散消逝，等於是讓整架飛機「騎」在自己產生的衝擊波上，這種被稱為「壓縮升力」（compression lift）的概念可將超音速衝擊波轉化成飛機的上舉力道，使得XB-70在超音速範圍下有較高的升阻比。採用這種原理設計的高超音速飛行器又被稱爲乘波体（waverider，或又譯為「馭波飛行器」），而XB-70則是世界上第一架載人乘波飛行器，當其以3馬赫的巡航速度飛行時，約有35%的升力來自compression lift，而非傳統機翼上的升力。
為了能對付以3馬赫的超音速長時間持續飛行所產生的高熱，XB-70的機身採用了鈦與鍍銅不銹鋼為材料的蜂巢結構。六具引擎以3-3的方式安置在機尾翼面下緣，每三具引擎共用一長方形的進氣道，其主要目的是將原本三維空間的氣流整理成接近二维的平面狀態。為了穩定機身，XB-70的機首、駕駛艙的後方兩側配置有一對翼展約8.8公尺的大型副翼。配合主翼非常誇張的後掠角度，XB-70採雙垂直尾翼的設計以維持低速時的操作穩定。由於其超音速飛行的需要，它雖然可以籌載拋擲傳統或核子武器，但卻不能外掛任何機外設備。
XB-70的推進力來自六具由奇異公司出品的J93-GE 3型渦輪噴射發動機（或也被稱為YJ93-GE 3，因為此型發動機只曾在XB-70上實驗使用過），使用航空用JP6燃料。為了抵抗三倍音速飛行時產生的強大阻力，XB-70的耗油是可以想見的，因此它雖然擁有接近B-52的載油量，但航程卻只被侷限在5,000海里。除了在空氣動力學設計上的實驗性之外，XB-70還有許多其他前瞻的設計，例如以當時來說極為先進的艙內電子設備，使得它得以簡化機組人員至四名，分別是正駕駛、副駕駛、炸射官與防衛系統操作官，不過在實際量產的實驗版XB-70上只有正副駕駛的配置，取消了從未出現的YB-70之四人編制設定。四人皆各別乘坐在有特殊包圍保護的飛行椅上，能在70,000呎（超過21,000公尺）高空中、3馬赫的飛行速度下進行彈射，事實上就因為這設計的存在，使得XB-70的一位正駕駛在之後所發生的一場空中撞機意外中，以彈射方式幸運逃生。
苏美不锈钢为主的米格-25和XB-70都遇到油漆问题。苏联米格-25因采用半硬壳结构，机翼机身表面在高低温差循环中变形较小，漆皮较持久；不过其尾翼喷涂的苏联五角星，以白漆为底漆，在白色五角星中再喷涂略小一号的红星，形成为白色镶边红星；最初使用的红漆因熔点较低，3马赫飞行后发生红漆被熔化吹去，只剩白星的情况，后改用熔点更高的红漆解决了这个问题。XB-70机翼机身通体都漆以耐高温的白漆，但因采用构架（软壳）结构，表面在高低温差循环中变形较大，原型机二号经多次3马赫飞行后，漆皮大面积破裂剥离，惨不忍睹；但因XB-70还有其它诸多问题，改善涂装的事一再被推迟，解决方法是每高速飞行约十次后重漆一遍，以及在公开展示前彻底打磨重漆。

## 歷史

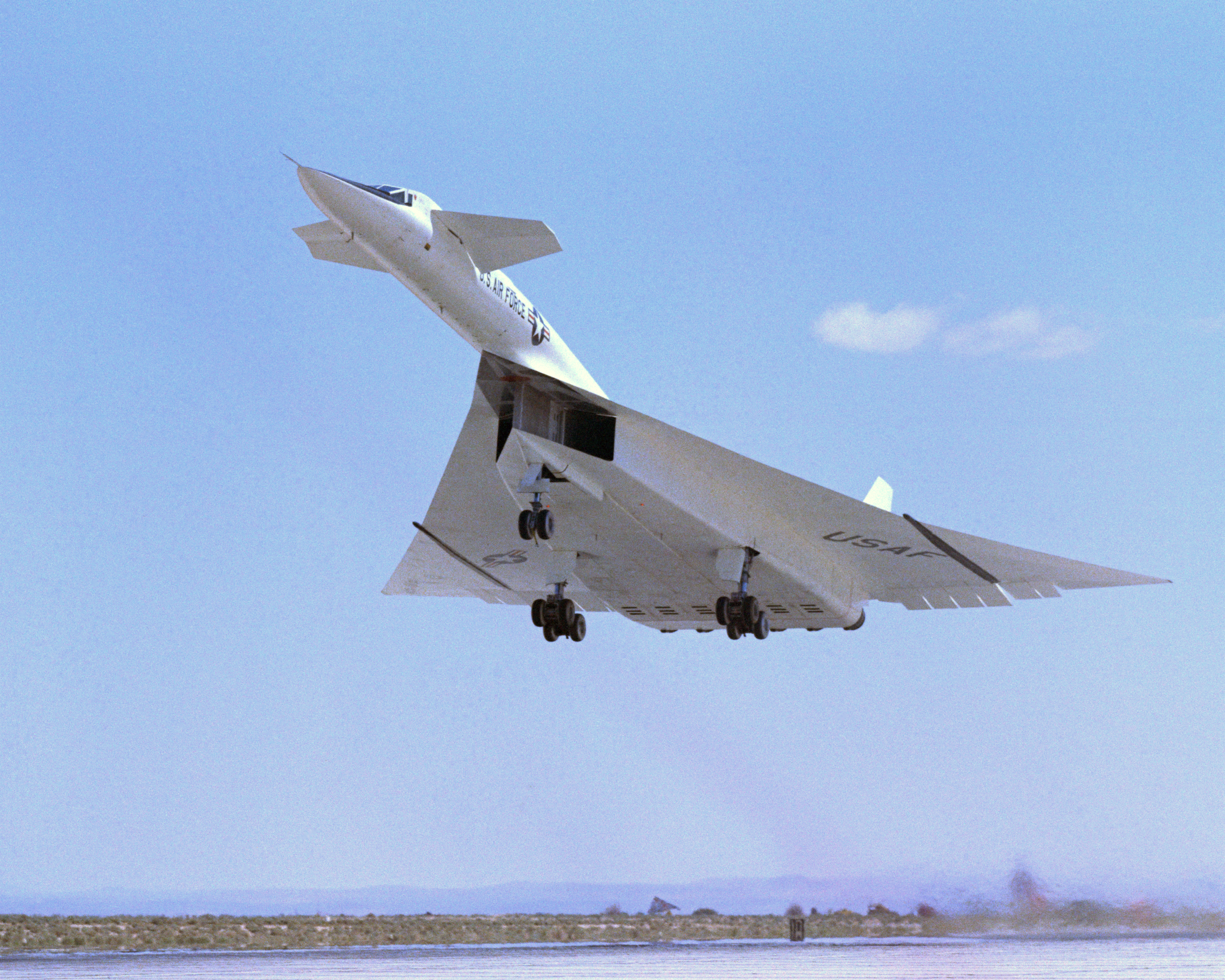
起飛中的XB-70A，注意其可變翼端呈現水平的低速飛行狀態

XB-70（或正確的說，B-70）的開發計畫，起源於1955年時，當時美國空軍需要一架可以取代B-52的戰略轟炸機，因此以一架能夠用3倍音速的速度飛行於超高空，可以酬載傳統與核子武器的大型長程轟炸機作為基本需求，招集了相關廠商進行競圖作業。與同期的B-58轟炸機類似，當時的空軍非常傾向嘗試全新的技術，因此給予承包商極高度的設計彈性，全權決定武器系統的設定。參與B-70競標的航空製造公司包含了波音與北美兩家，1958年時由北美雀屏中選。
1950年代末期、60年代初期蘇聯在防空飛彈技術方面有幅度不小的進步，讓美國空軍意識到防空飛彈的存在，成為原本利用高度與速度滲透敵方防禦的策略一個很嚴重的威脅，因為以當時的技術，像XB-70這種超高空、超高速的飛機，在操控靈巧方面的表現是非常侷限的，飛機需要非常大的迴轉半徑進行轉向，因此很容易就被敵人算出飛行軌道而進行攔阻。除此之外，XB-70的龐大的機身會產生非常大的雷達反射截面，更進一步提升防空飛彈鎖定它的效率。相反的，當初針對超高空飛行用的超薄三角翼設計因為結構較脆弱，因此也不適合進行強化後改作低空穿透飛行用途以躲避對方雷達搜尋。結果，原本完全為了符合任務要求而特別設計的構造，全成了限制它提昇任務彈性的枷鎖，美國空軍在幾番思考後決定將它改作侦察机用途，在1959年時宣布XB-70計畫將轉成偵查用的RS-70。不過，當時美國空軍和中央情報局已經和洛克希德公司的臭鼬工厂著手進行U-2偵察機的後續機種：具備3馬赫持續飛行能力的A-12高速偵察機計畫，RS-70的雖然經過評估但是沒有被接受，可以說是一架雖然成功地達到預訂目標，但卻因為目標本身的可行性問題而受到波及的概念機。
1960年時發生了U-2擊墜事件事件，一架自巴基斯坦起飛、試圖穿越蘇聯位於中亞地區領土，飛抵挪威降落的U-2超高空偵察機遭俄製SA-2地對空飛彈擊落，引發了國際間的緊張情勢。這事件的發生等於徹底宣告了XB-70的開發計畫完全不可行，考慮到它過高的開發費用（原型機成本每架超過7億美元）與面對對手國家的防空系統時又太過脆弱，肯尼迪總統在1961年時宣布將XB-70計畫裁減到僅剩研究用途（這也就是為何飛機會掛上實驗機專用的「X」編號，而非預產原型機用的「Y」編號），原本預計打造的三架原型機也在二號機完成後就停止繼續。
1964年9月21日，XB-70A首次進行實際飛行（一號機，機身序號#62-0001），但是打從一開始起一號機就一直有蜂巢結構太脆弱、液壓系統漏油、燃料洩漏與起落架故障等毛病。在一場於1965年5月7日所進行的試飛中，XB-70A兩側進氣導管前緣的分隔板在高速狀態下破裂，碎片飛進發動機裡一次損毀了六具噴射發動機，損壞程度嚴重到無法修復造成重大損失。1965年10月14日，一號機成功地加速到3馬赫的高速，但卻也因高速飛行時承受的過大應力損毀機翼的蜂巢結構，左翼前端約600公釐長度的結構被撕裂消失，基礎上的結構缺陷讓有關當局決定限制一號機的飛行速度在2.5馬赫以下，也局限了一號機的實際測試功能。

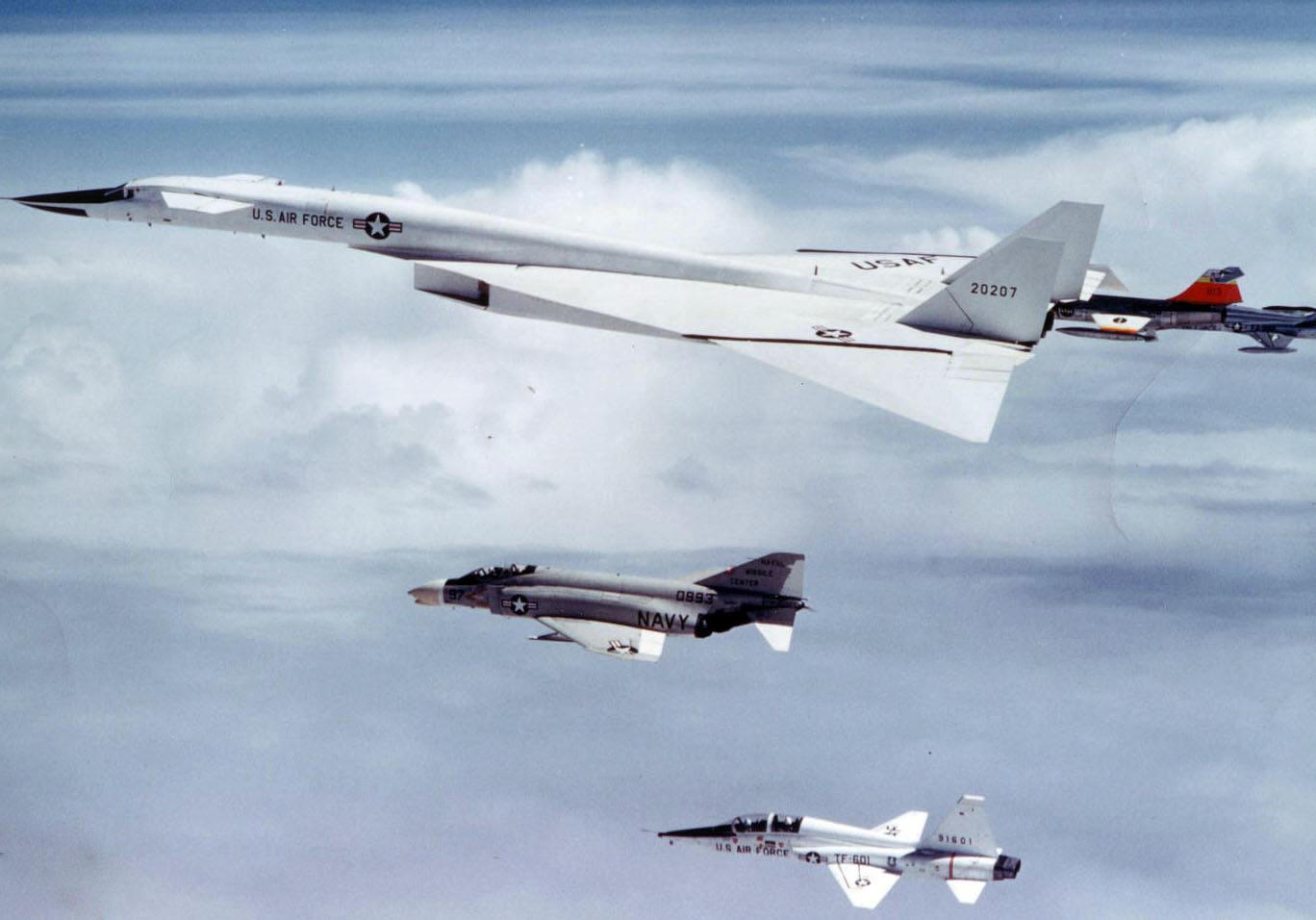
XB-70二號機與其護航機隊進行編隊。由於在拍攝這組照片的過程中XB-70與隨扈的F-104N戰鬥機在空中相撞，導致性能較優秀的二號機墜毀。

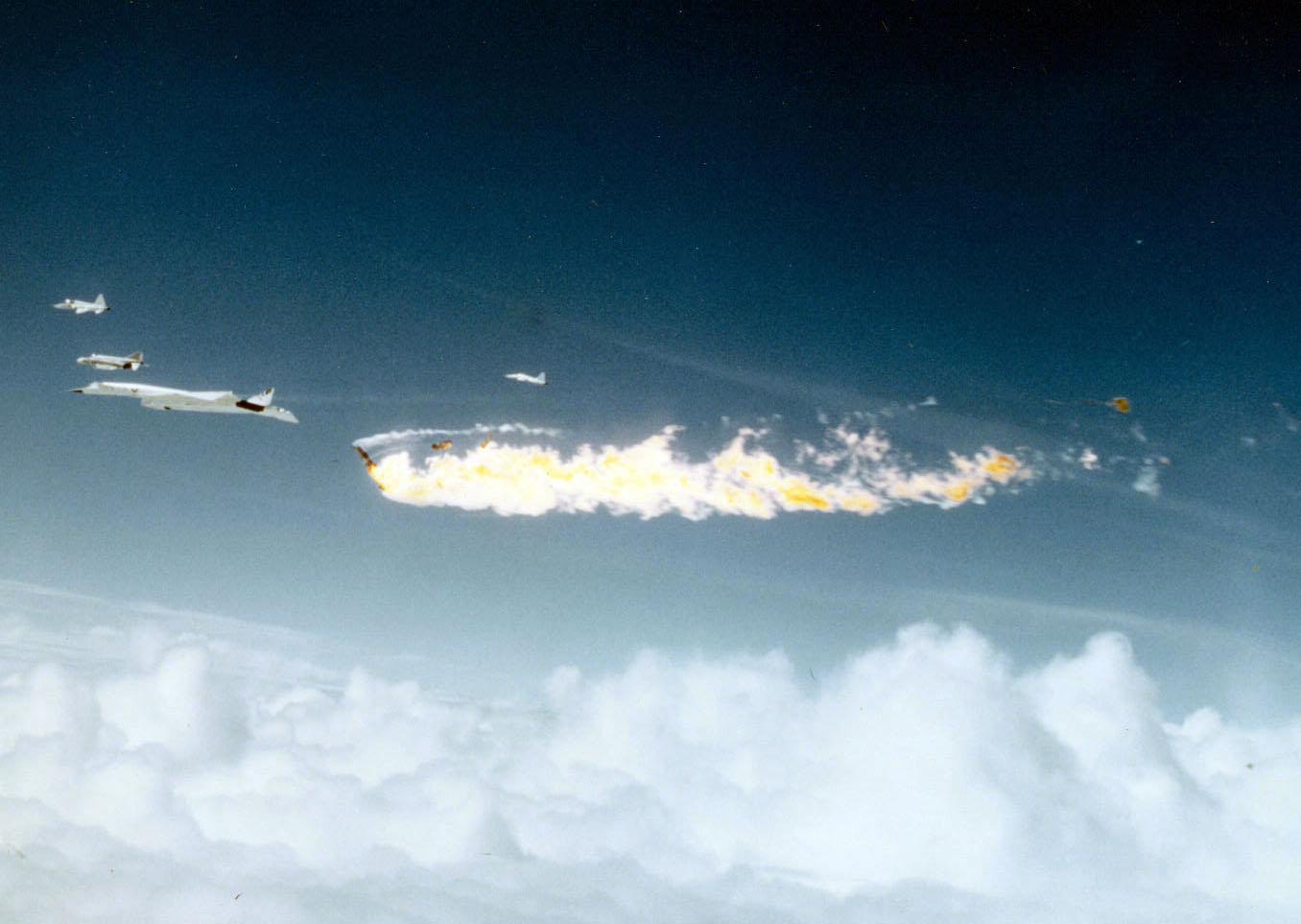
XB-70二號原型機後方隨扈的F-104戰機於1966年6月8日發生在空中相撞後爆炸起火的畫面

但正由於一號機的教訓，XB-70A的二號原型機（機身序號#62-0207）在機翼結構上進行了徹底的改良，完全解決了一號機上的出现的问题。二號機首次試飛於1965年7月17日，並且在1966年5月19日的一次飛行中加速到3.06馬赫。以3馬赫的速度持續飛行了32分鐘，全程約2,400英里(約3,900公里)共耗費91分鐘。成功地達成該計劃預計要達成的目標證實此設計概念的確擁有在70,000呎高空中持續以3馬赫高速飛行的能力。可惜的是在1966年6月8日，在一場為了拍攝空中定裝照而進行的緊密編隊飛行中，XB-70A二號機與隨扈一架隸屬NASA、編號N813NA的F-104N星式戰鬥機發生了空中相撞意外，於加州巴斯托北方的沙漠裡墜毀。當時F-104N的飛行員、NASA的總試飛官喬·渥克（Joe Walker）與XB-70A的副駕駛卡爾·克羅斯（Carl Cross）都在意外中喪生，而XB-70A的正駕駛艾爾·懷特（Al White）卻幸運地彈射跳傘成功，保住一命。
事故之後當局曾嘗試強化一號機來取代二號機墜毀後留下的任務空缺，但卻沒有成功，在1967年到1969年間XB-70A一號機一直是由位於加州愛德華空軍基地的NASA飛行研究中心（今日的德雷頓飛行研究中心）操作，進行了33次研究飛行，在整個飛行研究計畫中航空界獲得許多關於大型飛行器在高達3馬赫的超高速飛行下之表現特性。1969年2月4日一號機正式退休，被送往位於俄亥俄州代顿萊特·派特森空軍基地的美國空軍博物館（U.S.Air Force Museum）收藏展示。
2017年7月，一片聲稱是XB-70機翼殘骸的金屬零件在拍賣網站eBay被上架拍賣。

## 貢獻與影響
在1960年代初期，NASA飛行研究中心曾被授命支援美國政府所進行的超音速運輸計劃（Supersonic Transport Program），因此當XB-70作為軍事武器的發展目的告終之後，兩架原型機的飛行研究全轉向作為SST計畫的實驗平台用途。雖然後來美國放棄了SST計畫，但是獲得的豐富資料卻間接促成了英法合作開發建造協和號超音速客機一事；协和设计最高速度2倍音速采用铝合金，与XB-70本质不同。還有使用不少西方技術所建造出的蘇聯版超音速客機圖-144（相傳圖-144是當時蘇聯以情報人員滲透法國航太總部所獲得粗略的技術資料，采用东方技术搶先在協和號之前，全新研制并建造成功並且實際試飛的產品）。倒是美国波音2707和洛克希德L-2000定位于3倍音速不锈钢制造，并获得XB-70丰富资料，却未实际完成任何超音速客機。
除此之外，差不多也在1960前期時，蘇聯的蘇霍伊設計局也曾開發過一架外觀極端酷似XB-70A的T-4偵察機，這架被西方國家賦予「畝式」（Sotka，意指100平方公尺，因為當時蘇聯稱呼它的開發計劃為「100計畫」；也經常被錯誤地稱為「Su-100」）代號的原型機由於过于昂贵，当时图波列夫设计局的圖-22M采用传统铝合金技术，以略低的技术指标能达到更高性价比，因此無法與圖-22M和米格-23战斗机的生產計畫匹敵，所以只曇花一現地讓一架原型機飛行了總共10個小時20分鐘後，就在1974年1月22日宣告計畫終結，也並無實際量產。
相反的，為了能夠擁有一架速度足以與XB-70匹敵的高空攔截機，蘇聯非常緊急地發展了米格-25「狐蝠式」（Foxbat）超音速戰鬥機（其機身材料與蘇霍伊T-4雷同），變成獵物沒有實際誕生，但天敵卻先登場服役的特殊現象。

## 系列機型
- 已建造機型

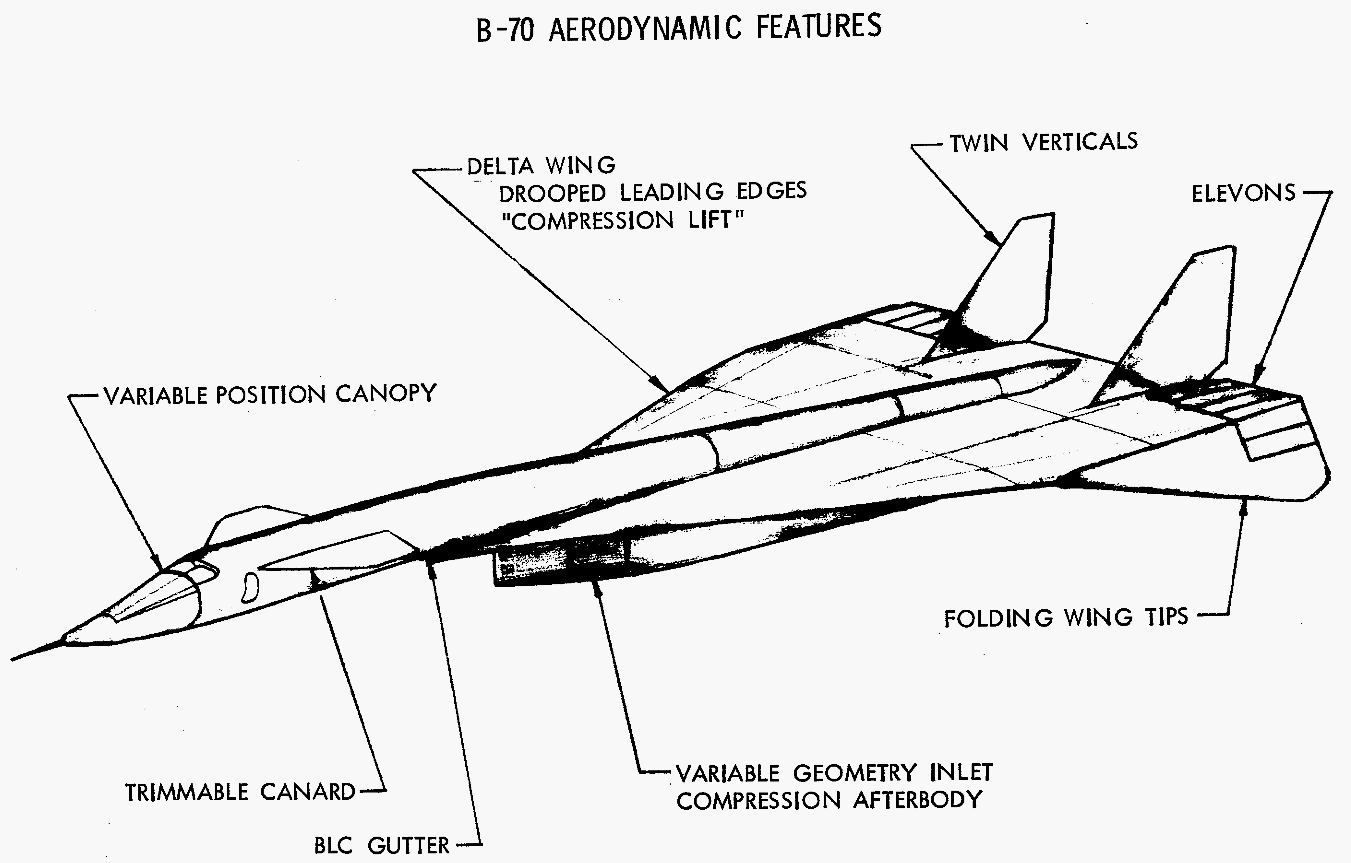
XB-70原始概念圖

  - XB-70A一號機 -（NA-278）機身編號62-0001，總飛行次數83次，總飛行時數160小時16分，現存於俄亥俄州戴頓，美國空軍博物館。
  - XB-70A二號機 -（NA-278）機身編號62-0207，總飛行次數46次，總飛行時數92小時22分，於1966年6月8日墜毀於加州巴斯托北方沙漠地區。
- 未建造機型
  - XB-70B三號機 -（NA-274）機身編號62-0208（預計），1961年3月時以YB-70A預產機的身份起造，但在1964年建造半途被取消，未完成。
  - YB-70A - 原本計畫建造10架改良型原型機的計劃在1960年12月時取消，這些YB-70原本是計劃在完成測試後，進一步改裝成B-70A規格正式服役。
  - B-70A - 計劃中原本要建造50架可執行任務的戰略轟炸機（附有翼端油箱），但在1959年12月時取消。
  - RS-70 - 原本計劃要將B-70A改裝成50架偵查用飛機（具有空中加油能力），但在1959年2月的評估後放棄此計劃。